# Huy (okręg)
Huy (fr. Arrondissement administratif de Huy, nld. Arrondissement Hoei, niem. Bezirk Huy) – okręg w północnej Belgii, w Regionie Walońskim, w prowincji Liège.  

## Podział administracyjny
Okręg podzielony jest na 17 gmin (nld. gemeente, fr. commmune, niem. Gemeinde), w skład których wchodzi 55 dzielnic (deelgemeente)
| - Amay - Ampsin - Flône - Jehay - Ombret - Anthisnes (Antene) - Hody - Tavier - Villers-aux-Tours - Burdinne - Hannêche - Lamontzée - Marneffe - Oteppe - Clavier - Bois-et-Borsu - Les Avins - Ocquier - Pailhe - Terwagne - Engis - Clermont-sous-Huy - Hermalle-sous-Huy - Ferrières - My - Vieuxville - Werbomont - Xhoris | - Hamoir - Comblain-Fairon - Filot - Héron - Couthuin - Lavoir - Waret-l’Evêque - Huy (Hoei), miasto - Ben-Ahin - Tihange - Marchin - Vyle-et-Tharoul - Modave - Outrelouxhe - Strée - Vierset-Barse - Nandrin - Saint-Séverin - Villers-le-Temple - Yernée-Fraineux - Ouffet - Ellemelle - Warzée | - Tinlot - Abée - Fraiture - Ramelot - Seny - Soheit-Tinlot - Verlaine - Bodegnée - Chapon-Seraing - Seraing-le-Château - Villers-le-Bouillet - Fize-Fontaine - Vaux-et-Borset - Vieux-Waleffe - Warnant-Dreye - Wanze - Antheit - Bas-Oha - Huccorgne - Moha - Vinalmont |